# Gottfried Angerer
Gottfried Angerer (Waldsee, Baden-Wurtemberg (Alemanya), 3 de febrer, 1851 - Zuric (Suïssa), 19 d'agost, 1909), va ser un director de cor i compositor alemany.
Gottfried Angerer va ser estudiant als conservatoris de Stuttgart i Frankfurt. Va ser director de cors masculins a Frankfurt del Main, Mannheim i Zuric (des de 1887). Va treballar com a professor a l'escola cantonal (instituts superiors i inferiors) i com a director de l'acadèmia de música de Zuric.
Gottfried Angerer va ser un compositor de balades de cor d'homes (Der letzte Stalde, Sigurds Brautfahrt, Königsfelden, Des Geigers Heimkehr, Germanenzug, Der Gottesdienst des Waldes, Gotentreue, Der Königsbote etc.), cors i cançons d'homes.